# Letting Go (Wings)
Letting Go è un brano musicale composto da Paul e Linda McCartney e pubblicato dai Wings sul loro album Venus and Mars del 1975 e su un singolo nello stesso periodo.

## Il brano

### Composizione e registrazione
Il testo tratta di un protagonista che non può smettere di pensare alla sua relazione con una donna meravigliosa. La melodia è stata definita sognante, in particolar modo quella del ritornello, formata da note discendenti.
Registrato per Venus and Mars, è fra le poche canzoni del gruppo del periodo ad avere alla batteria Geoff Britton, che, dopo aver registrato uno scarsissimo numero di pezzi, venne rimpiazzato da Joe English. Gli altri membri della band a suonare su di esso, oltre ai coniugi McCartney, sono Jimmy McCulloch e Denny Laine. Letting Go venne mixata, per la pubblicazione sul 45 giri, da Alan Parsons, il quale accorciò l'intro e la coda, ha alzato il volume dell'organo ed ha reso più sporca l'interpretazione vocale di McCartney.

### Pubblicazione ed accoglienza
Tredicesimo singolo per McCartney, Letting Go (b-side: You Gave Me the Answer) venne pubblicata su 45 giri per promuovere l'LP dal quale ambedue le facciate erano state estratte. L'SP, pubblicato dalla Capitol R 6008 il 5 settembre 1975 senza copertina, non ebbe molto successo, arrivando alla 41ª posizione nel Regno Unito ed alla 39ª negli Stati Uniti d'America. In seguito, il brano venne eseguito dai Wings dal vivo, ed una versione live è stata inclusa su Wings over America.
Il critico musicale Donald A. Guarisco di AllMusic ha lodato il pezzo, affermando che è stato costruito su un lavoro di ottoni, di chitarre bluesy e riff di tastiera, che si adattano benissimo alla voce di Paul, da lui definita come un "canto sommesso avvolto nel fumo", che arriva ad un ritornello emozionante ed intensa. Alla conclusione di questa critica molto favorevole, Guarisco ha espresso la sua meraviglia di fronte all'insuccesso nelle classifiche del brano, anche perché si tratta di una canzone apprezzata dai fans del complesso.

## Tracce singolo
Lato A
1. Letting Go – 4:33 (Paul McCartney-Linda McCartney)

Lato B
1. You Gave Me the Answer – 2:15 (McCartney-McCartney)